# Chevrolatia egregia
Chevrolatia egregia is een keversoort uit de familie van de kortschildkevers (Staphylinidae). De wetenschappelijke naam van de soort werd voor het eerst geldig gepubliceerd in 1881 door Reitter.